# علي آل تركي
علي آل تركي لاعب كرة قدم سعودي ، يلعب في خط الوسط .

## مسيرة اللاعب
كانت بداياته مع النادي الأهلي و لعب بعدها مع نجران و التعاون و الربيع و أحد و الطائي و نادي جدة و نادي وج و نادي الانتصار و نادي الذهب.

## روابط خارجية
- علي آل تركي على موقع قاعدة بيانات كرة القدم.إي يو (الإنجليزية)
- علي آل تركي على موقع Soccerway.com (الإنجليزية)
- علي آل تركي على موقع كووورة